# 73P/Schwassmann-Wachmann
73P/Schwassmann–Wachmann, también conocido como Schwassmann–Wachmann 3, es un cometa periódico del sistema solar que está en proceso de desintegración. Iniciando el paso por el perihelio de 2011, el componente primario 73P-C se recuperó el 28 de noviembre de 2010 cerca de la magnitud aparente 21,3; llegó al perihelio (máxima aproximación al Sol) el 16 de octubre de 2011. La próxima vez que llegue al perihelio será el 25 de agosto de 2022. Estará a menos de 80 grados del Sol desde el 25 de mayo de 2022 hasta agosto de 2023.
El cometa Schwassmann-Wachmann 3 fue uno de los cometas descubiertos por los astrónomos Arnold Schwassmann y Arno Arthur Wachmann, que trabajaban en el Observatorio de Hamburgo en Bergedorf (Alemania). Comenzó a desintegrarse en su reentrada en el sistema solar interior en 1995, en una reacción desencadenada por el calentamiento del cometa por parte del Sol al salir de las regiones más frías del sistema solar exterior.
El cometa 73P/Schwassmann-Wachmann es un cuerpo madre de la lluvia de meteoros Tau Hercúlidas y la ruptura del cometa en 1995 puede generar una notable lluvia de meteoros alrededor del 31 de mayo de 2022 4:00-5:00 UT que podría durar unos minutos o un par de horas.
El cometa fue descubierto mientras los astrónomos exponían placas fotográficas en busca de planetas menores para un estudio de planetas menores, el 2 de mayo de 1930. El cometa se perdió después de su aparición en 1930, pero fue observado varias veces más.
Schwassmann-Wachmann tiene un período orbital de 5,4 años, por lo que se acerca a la Tierra cada 16 años. Schwassmann-Wachmann tiene una distancia mínima de intersección orbital de 0,014 UA (2,1 millones de kilómetros). Originalmente se estimó que Schwassmann-Wachmann tenía un radio de núcleo de 1.100 metros.

## Fragmentación
Los eventos de perihelio de este cometa han tenido lugar en 1935-36. El cometa pasó cerca de Júpiter en octubre de 1953 y 1965 lo cual dificultó predicciones sobre su órbita. El cometa fue observado después de esto el 13 de agosto de 1979 y no pudo ser observado durante el perihelio de 1985-86 debido malas condiciones de visibilidad. Luego fue observado durante su retorno en 1990, 1995-96, 2000-2001 y 2005-2006.
El cometa se empezó a desintegrar en 1995, cuando tres fragmentos fueron identificados, el más grande de los cuales ha sido bautizado fragmento C, los otros dos fueron bautizados A y B respectivamente. En el 2001 se descubrieron más fragmentos.
El 18 de abril de 2006, el telescopio espacial Hubble registró docenas de fragmentos tras los núcleos B y G. El cometa podría desintegrarse por completo y dejar de ser observable (tal como el cometa 3D/Biela en el siglo XIX), en cuyo caso su designación pasaría de ser 73P a 73D. Hasta mayo de 2006 se conocían al menos sesenta fragmentos.
Durante el paso cercano del cometa por la Tierra en 2006, el máximo acercamiento de los fragmentos se produjo el 12 de mayo, a una distancia de 11,9 millones de kilómetros. Es un gran acercamiento en términos astronómicos (0,08 UA) aunque no hay ningún peligro. En 1930 cuando pasó igual de cerca, se pudo observar una lluvia de estrellas fugaces con 100 meteoros por minuto. Sin embargo, estudios recientes realizados por A. Wiegert et al. descartan como poco probable que vuelva a ocurrir.

## Visitas
Fue visto en octubre de 2011. Entre el 31 de mayo y el 1 de junio de 2022, los fragmentos del cometa pasaron más cerca de la Tierra que en 2006.

## Tau Hercúlidas
Esta lluvia de meteoros tiene su máximo el 31 de mayo, y es de actividad irregular. Tan sólo tiene aumentos de actividad cuando la Tierra atraviesa zonas especialmente densas de las nubes de polvo dejadas por el cometa. Se conoce  un gran estallido en 1952 y el siguiente se espera en 2022. 
Según un estudio de Hartwig Lüthen, Rainer Arlt y Michael Jäger, en esta fecha la Tierra pasará muy cerca del enjambre de meteoros expulsado por el cometa durante su fragmentación de 1995.

## Misiones
Se había previsto que la sonda CONTOUR visitara el cometa el 18 de junio de 2006. Por desgracia, la sonda quedó destruida cuando la etapa superior explotó.